# Godart Hoen

Familiewapen
van Hoensbroeck

Godart Hoen ook Godart van Hoensbroeck genoemd, overleed in 1584. Hij was de zoon van Herman IV van Hoensbroeck (ca. 1473 - 1543) uit het Huis Hoensbroeck en Maria van Dave (ook wel Davre) vrouwe van Linsmeel.
Godart was 8e heer van Hoensbroeck 1576-1584 en ridder. 
Hij trouwde in Hoensbroek (kerk) op 19 juli 1554 met Geertruid Scheiffart van Merode, uit het huis Merode, de dochter van Ulrich Scheiffart van Merode en Ursula van Hompesch. 
Uit dit huwelijk zijn geboren:
- Wolter II van Hoensbroeck-Geul 9e heer van Hoensbroeck 1584-1631 (1555-1631)
- Ulrich van Hoensbroeck 9e heer van Hoensbroek 1584-1631 (1561-1631)